# Telefunken

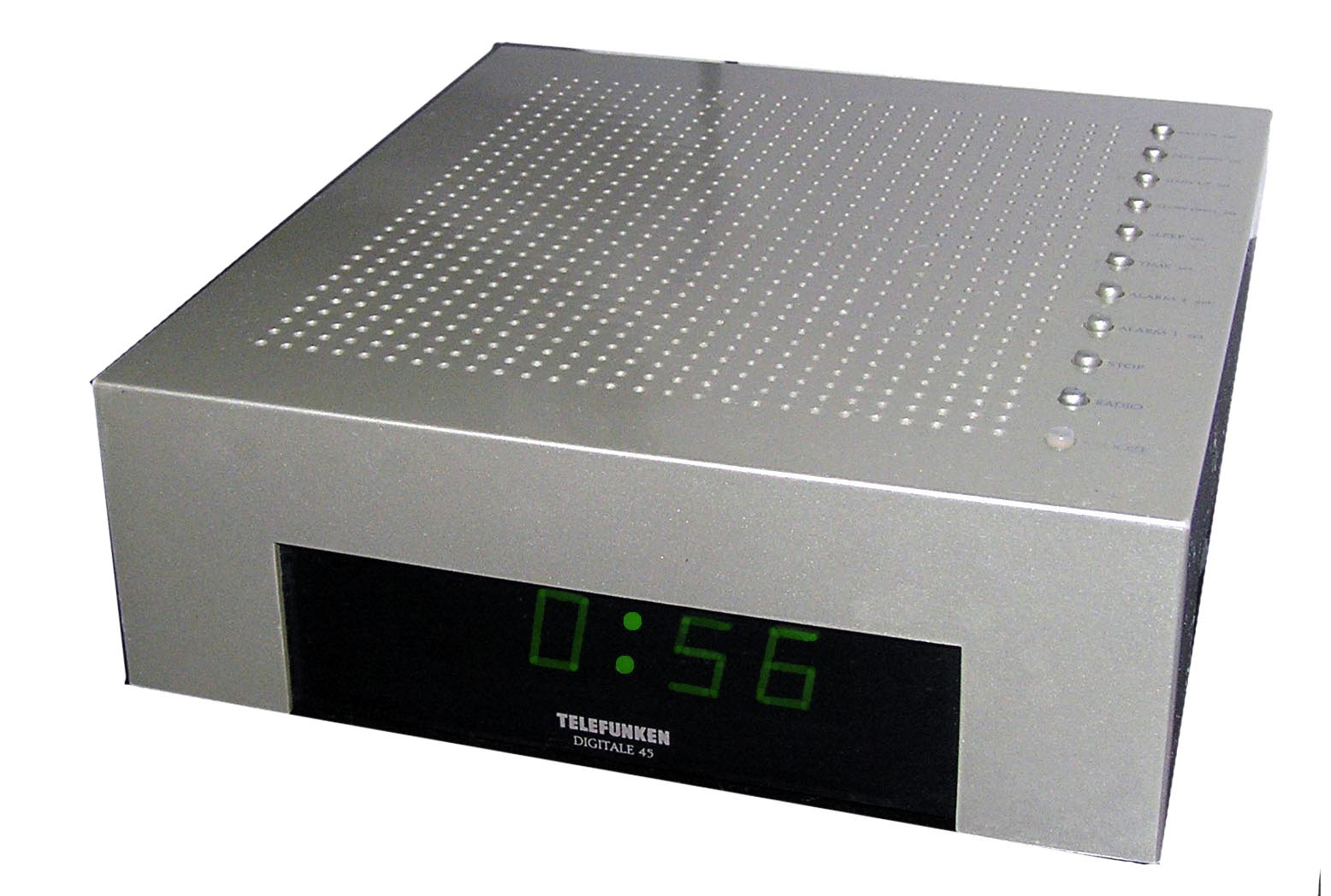

Telefunken est une entreprise de radio-télévision et d'électroménager allemande cofondée le 27 mai 1903 par AEG et Siemens.

## Origine
Derrière le financement des recherches techniques en matière de transmission radio et de radiotéléphonie, de grandes entreprises étaient actives : AEG finançait les recherches du Pr. Adolf Slaby de l'Institut technique de Charlottenbourg ; Wireless Telegraph Co. finançait celles de Marconi et Siemens & Halske, celles de Ferdinand Braun ; mais cela impliquait qu'un message émis par un émetteur Slaby ne pouvait être décodé par un récepteur Marconi en raison de clauses d'exclusivité contractuelles. Cette situation devenant intenable pour le développement international de la radio; S & H et AEG décidèrent de fédérer leurs efforts en 1903 en créant une co-entreprise : la Gesellschaft für drahtlose Telegraphie m.b.H., System Telefunken.

## Liaison radio transatlantique
En 1911, le Kaiser Guillaume II envoie des ingénieurs de Telefunken aux États-Unis, à West Sayville (Long Island) et New York, pour ériger trois tours radio de 180 mètres de haut. Nikola Tesla assiste à la construction. Une installation similaire est bâtie à Nauen réalisant ainsi le seul moyen de télécommunication sans fil entre l'Amérique du Nord et l'Europe.
Au sortir de la Première Guerre mondiale, Telefunken crée la filiale Transradio, qui entre dans l’histoire l'année suivante, en 1919, en introduisant la transmission duplexée. Transradio se spécialise dans la recherche, le développement et la conception de systèmes d’émission AM, VHF/FM et DRM.
Telefunken construit à Batavia, alors sous domination hollandaise, une grande station, qui fonctionne à puissance réduite, avec la marque Transradio Telefunken. Exploité par la Transradio-Gesellschaft, le système radiotélégraphique allemand était, au 1er janvier 1932, en liaison avec quatorze postes d'outre-mer, dont les distances totalisent une longueur de 120 000 km.
Siemens se retire du consortium en 1941. En 1967, l'entreprise fusionne avec AEG qui prend alors le nom de AEG-Telefunken. Lorsqu'AEG est racheté par Daimler-Benz en 1985, le groupe retrouve son nom de AEG. La marque commerciale Telefunken est cependant toujours exploitée par Daimler.
En 2005, Telefunken SenderSysteme Berlin AG change sa dénomination sociale en Transradio SenderSysteme Berlin AG. En août 2006, la branche téléviseurs est reprise par Profilo-Telra, filiale de la société d’électronique turque Vestel.